# Atelognathus nitoi
Atelognathus nitoi é uma espécie de anfíbio anuro da família Batrachylidae. É considerada vulnerável pela Lista Vermelha da UICN. Está presente em Argentina.